# 347
| [ Edytuj tabelę ] |                                              |
| Król Aksum        | - 320 Ezana 360                              |
| Władca Guptów     | - 330 Samudragupta 375                       |
| Władca Korei      | - 331 Kogugwŏn 371                           |
| Papież            | - 337 Juliusz I 352                          |
| Król Persji       | - 309 Szapur II 379                          |
| Cesarz Rzymu      | - 337 Konstancjusz II 361 - 337 Konstans 350 |

Rok 347 / CCCXLVII
stulecia: III wiek ~
IV wiek ~
V wiek

lata: 337 «
342 «
343 «
344 «
345 «
346 «
347
» 348
» 349
» 350
» 351
» 352
» 357

## Urodzili się
- 11 stycznia – Teodozjusz I Wielki, cesarz rzymski (zm. 395).
- 5 maja – Paula Rzymianka, rzymska matrona (zm. 404).
- Hieronim ze Strydonu, Doktor Kościoła, autor Wulgaty (zm. 420).
- Porfiriusz z Gazy, biskup (zm. 420).